# Tectaria variabilis
Tectaria variabilis là một loài thực vật có mạch trong họ Dryopteridaceae. Loài này được Tardieu & Ching miêu tả khoa học đầu tiên năm 1936.